# 二异丁胺
二异丁胺是一种有机化合物，化学式为C8H19N，它是一种仲胺。它可由异丁醇的还原胺化反应得到。在三乙胺存在下，它和氯乙酰氯在乙醚仲反应，可以得到N-氯乙酰基二异丁胺。